# 越中島貨運站

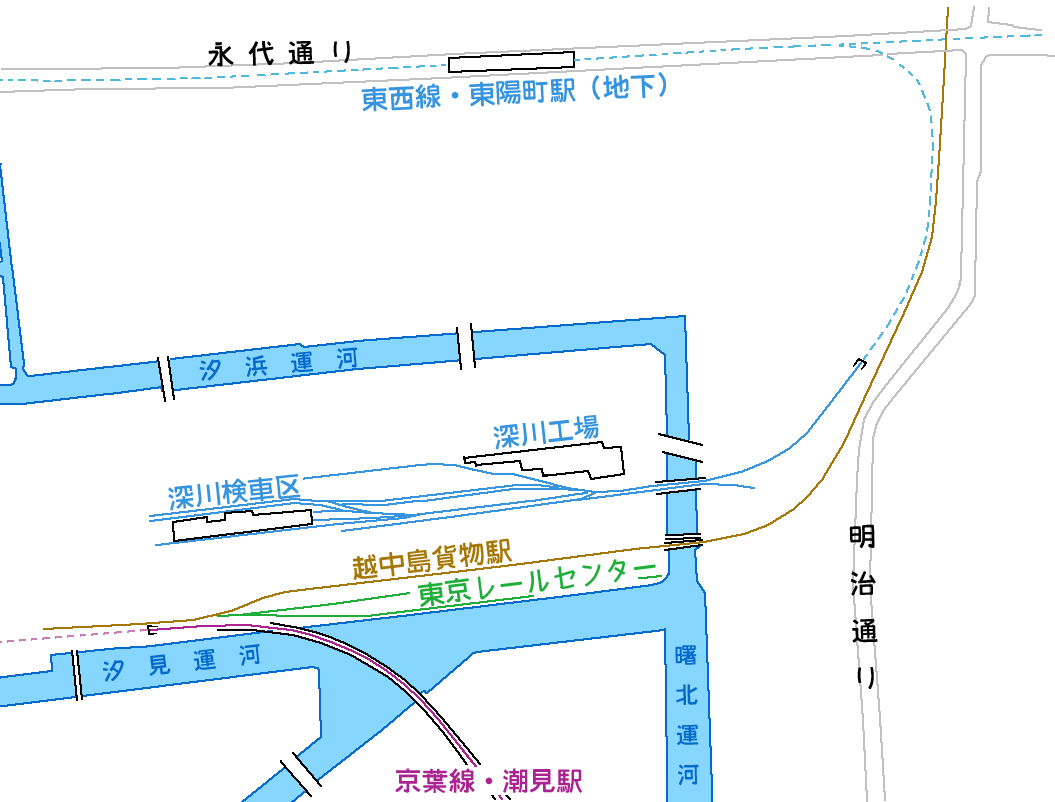
於江東區鹽濱附近的鐵路設施(概要)

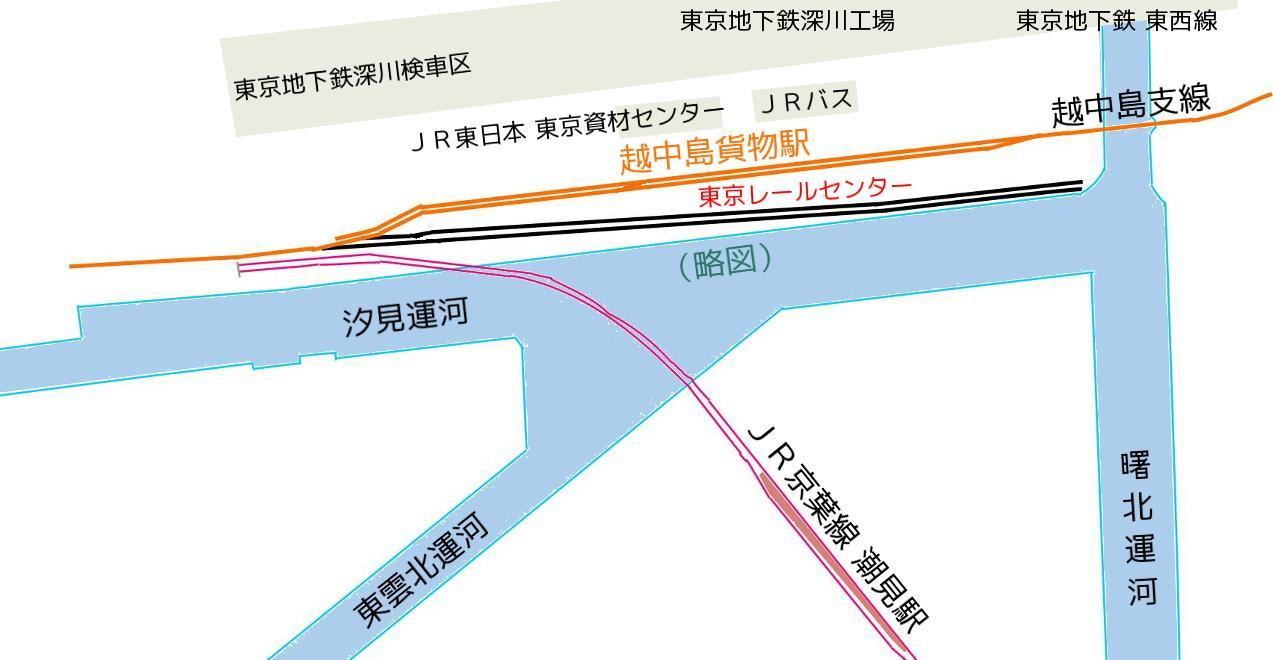
站內配線圖（在2009年11月4日製作）

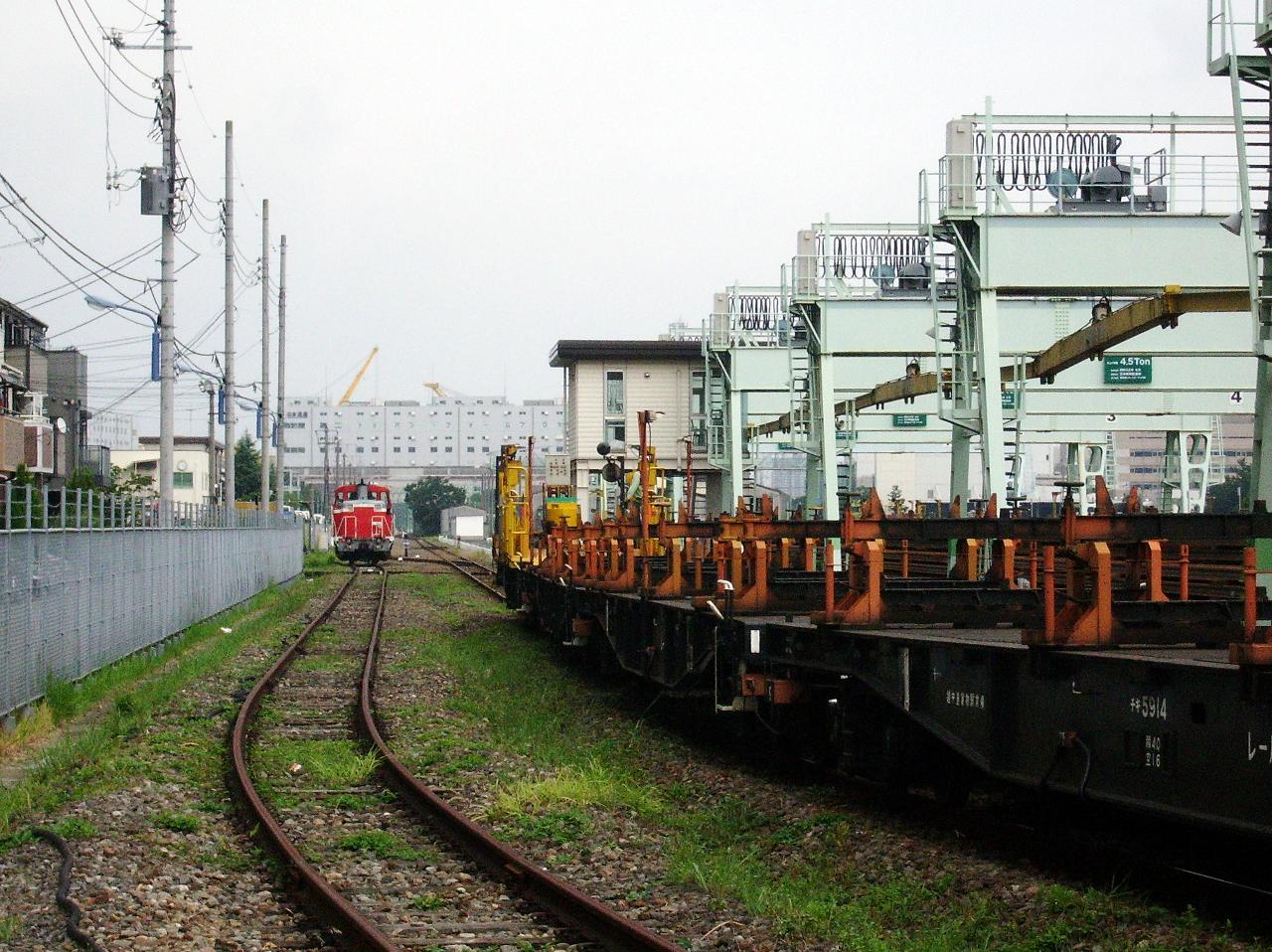
站內的DE10和平車（2009年8月8日）

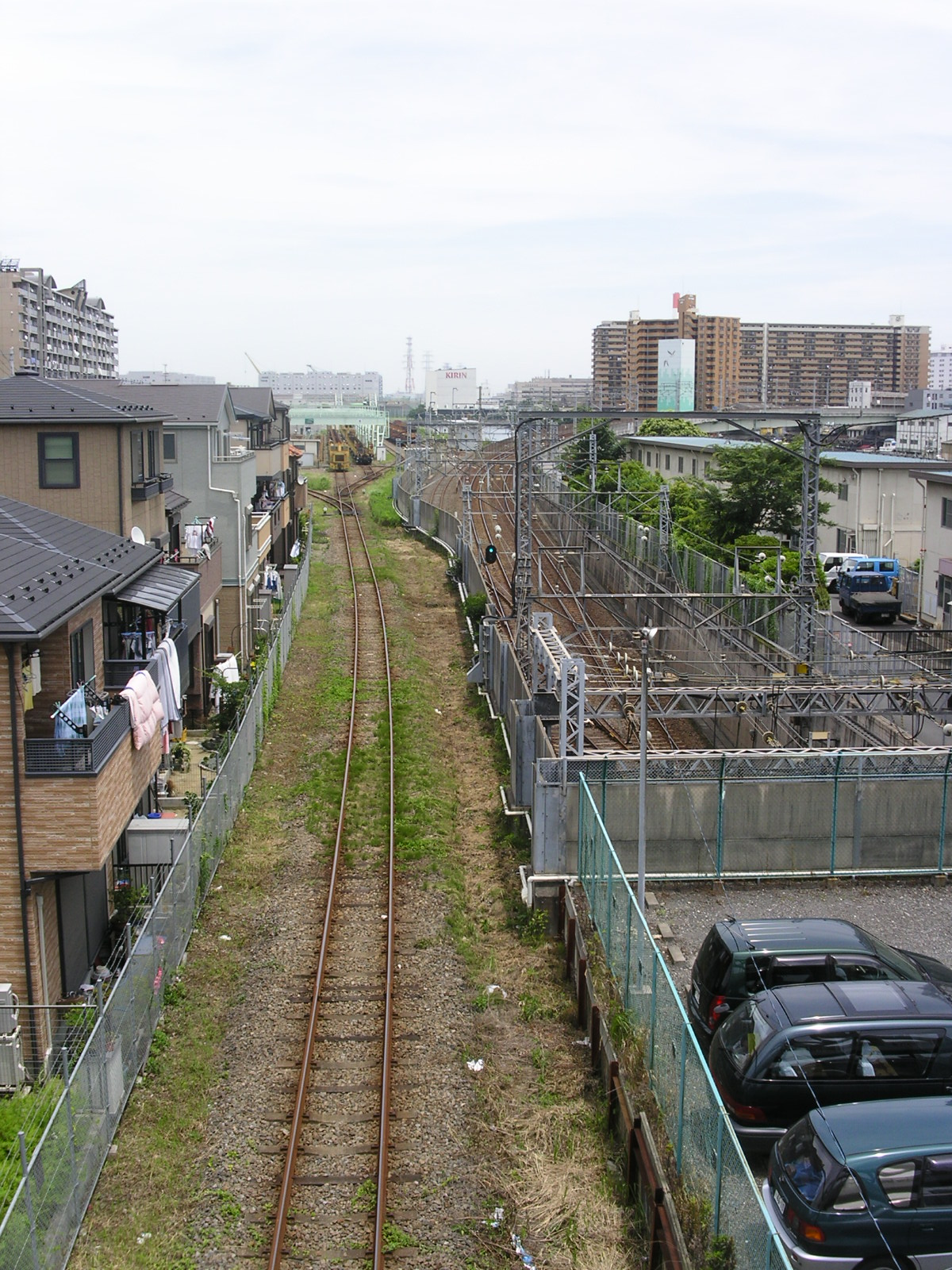
京葉線並行區間。右邊是京葉線隧道出口。

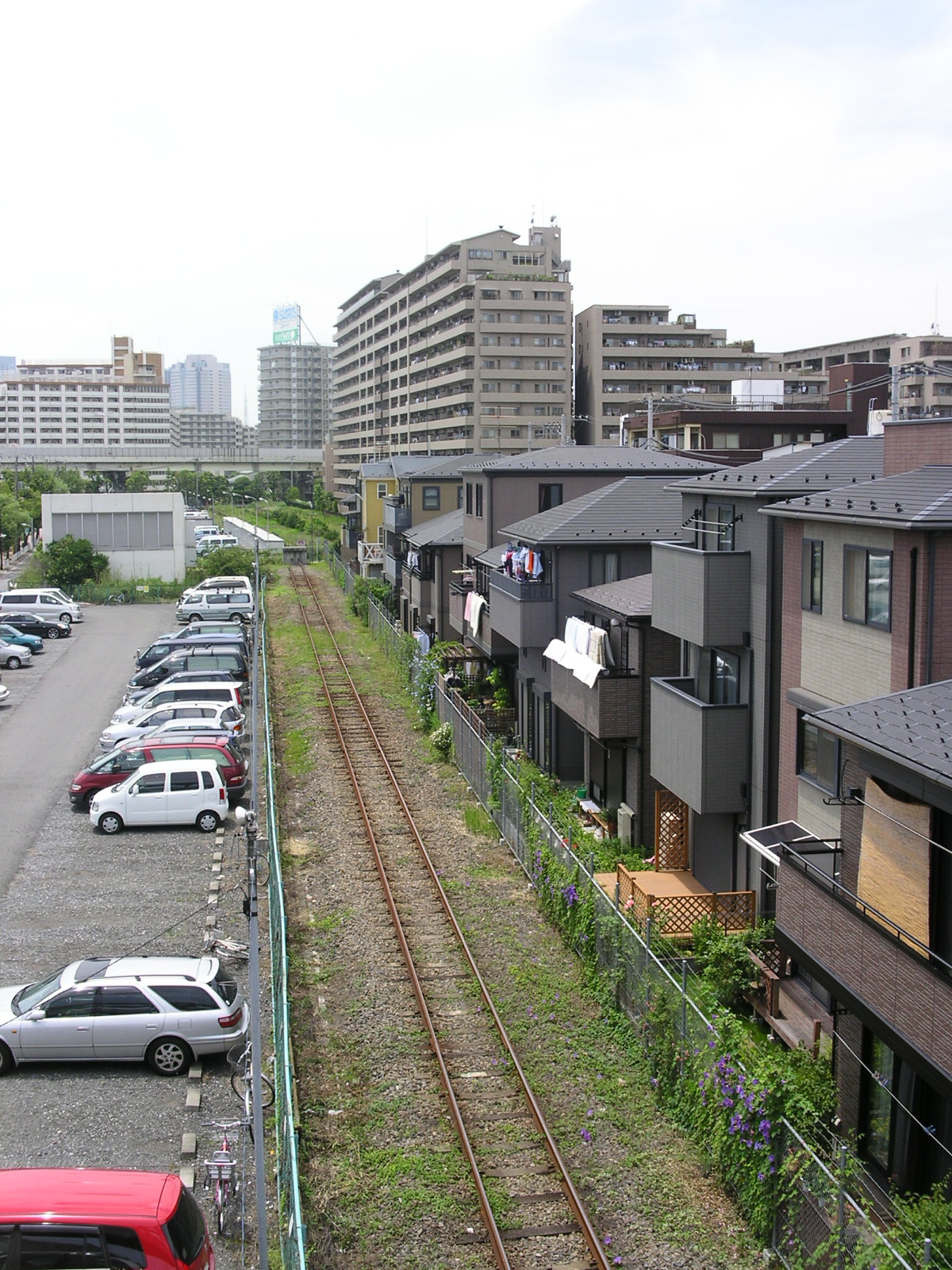
終端部。後方為廢線遺蹟。

越中島貨運站（日语：／ Etchūjima Kamotsu eki */?）是位於東京都江東區鹽濱二丁目，東日本旅客鉄道（JR東日本）、日本貨物鐵道（JR貨物）的越中島支線車站。
雖然此站為JR東日本車站，但是只有工程列車停靠，沒有客運設備，也沒有旅客列車到發。過去曾經有旅客列車進入此站。

## 概要
於此站主要到發的貨物是於站內JR東日本東京路軌中心發送的路軌。由JR東日本運行的工程列車，以及JR貨物受其他公司受託運送路軌的臨時列車會停靠此站。因此此站沒有貨運車站的功能，新小岩信號場站至此站之間為JR貨物的第二種鐵道事業者。曾經JR貨物在此站設有定期貨運列車，後來於1997年取消。
隨著貨運量減少等因素，現時車站範圍比起全盛時期減少一半以上。曾經作為貨運車站的地方變為JR巴士關東東京支店、住宅區和停車場。
在1990年前，此站曾經名為越中島站。後來由於京葉線開設新的越中島站，此站便改名為越中島貨運站。車站不靠近京葉線的越中島站，反而靠近潮見站。另外，車站不是位於江東區越中島，車站是位於同區的鹽濱。而京葉線的越中島站確實位於江東區越中島內。
車站鄰近京葉線的新東京隧道出口。站內設有路軌連接京葉線的下行線，但是該路軌用讓維護車輛使用，其他列車不會使用（該處在京葉線上下行線之間設有單向渡線）。

## 歷史
曾經此站設有連接豐洲、晴海方向的專用線（東京都港灣局專用線，由東京都港灣局擁有），後來在1989年廢止。部分路軌和鐵橋隨著近年豐洲一帶進行再開發工程而撒走。
- 1958年（昭和33年）11月10日 - 越中島站啟用[1]。當時為貨運車站[1]。
- 1968年（昭和43年）5月 - 站內設置東京液體化學品中心東京營業所。
- 1987年（昭和62年）
  - 3月31日 - 在戶籍上開設客運業務，變為一般車站。
  - 4月1日 - 伴隨國鐵分割民營化，車站由東日本旅客鐵道（JR東日本）和日本貨物鐵道（JR貨物）營運[1]。
- 1989年（平成元年）2月10日 - 東京都港灣局專用線全線廢止。
- 1990年（平成2年）3月10日 - 隨著京葉線越中島站開業，此站改名為越中島貨運站[1]。
- 1997年（平成9年）10月22日 - 東京液體化學品中心東京營業所遷移至川崎市。

原本此站作為一個中繼的地點，把從工場生產的化學藥品由貨車運送至此處暫時存放，然後裝滿罐車。後來為了對應貨物貨櫃化，並遷移至川崎市。自從再沒有定期貨物列車到發。
- 2011年（平成23年）
  - 3月11日 - 日本東北地方太平洋近海地震使周邊的土壤液化。站內的路軌被抬高，不通能行。開始進行修復工程。
  - 3月25日 - 車站重開。

## 東京路軌中心
JR東日本的長軌會從此設施運送至各地，站內設有起卸路軌的設施。每日會設有3個往返班次，行走於此站至新小岩信號場站之間。而長軌是由中心內的全溶製造。中心面積56,563平方米，建築物總面積2,029平方米。JR東日本物流鹽濱物流中心會負責把船上的路軌搬遷至陸路上。而站內的調度作業由京葉臨海鐵道負責。

## 使用狀況
在2008年度，車載貨物的處理量中，發送量有2,082公噸，沒有貨物到達。以下為近年一年總貨物處理量。
| 年度   | 總數           | 總數           | 車載貨物       | 車載貨物       | 貨櫃           | 貨櫃           | 參考資料 |
| 年度   | 發送量（公噸） | 到達量（公噸） | 發送量（公噸） | 到達量（公噸） | 發送量（公噸） | 到達量（公噸） | 參考資料 |
| ------ | -------------- | -------------- | -------------- | -------------- | -------------- | -------------- | -------- |
| 1990年 | 15,907         | 73,964         | 15,907         | 73,964         |                |                | [ 7 ]    |
| 1991年 | 21,344         | 76,096         | 21,344         | 76,096         |                |                | [ 8 ]    |
| 1992年 | 20,028         | 65,449         | 20,028         | 65,449         |                |                | [ 9 ]    |
| 1993年 | 15,558         | 62,212         | 15,558         | 62,212         |                |                | [ 10 ]   |
| 1994年 | 14,977         | 49,975         | 14,977         | 49,975         |                |                | [ 11 ]   |
| 1995年 | 15,929         | 54,600         | 15,969         | 54,600         |                |                | [ 12 ]   |
| 1996年 | 15,816         | 50,376         | 15,816         | 50,376         |                |                | [ 13 ]   |
| 1997年 | 15,332         | 23,703         | 15,332         | 23,703         |                |                | [ 14 ]   |
| 1998年 | 13,848         |                | 13,848         |                |                |                | [ 15 ]   |
| 1999年 | 12,204         |                | 12,204         |                |                |                | [ 16 ]   |
| 2000年 | 9,924          |                | 9,924          |                |                |                | [ 17 ]   |
| 2001年 | 4,780          |                | 4,780          |                |                |                | [ 18 ]   |
| 2002年 | 2,515          |                | 2,515          |                |                |                | [ 19 ]   |
| 2003年 | 2,736          |                | 2,736          |                |                |                | [ 20 ]   |
| 2004年 | 2,015          |                | 2,015          |                |                |                | [ 21 ]   |
| 2005年 | 2,273          |                | 2,273          |                |                |                | [ 22 ]   |
| 2006年 | 2,802          |                | 2,802          |                |                |                | [ 23 ]   |
| 2007年 | 2,082          |                | 2,082          |                |                |                | [ 24 ]   |
| 2008年 | 2,082          |                | 2,082          |                |                |                | [ 25 ]   |
| 2009年 |                |                |                |                |                |                |          |

## 周邊
- 東京地下鐵 深川車廠（日语：深川車両基地） - 曾經新製車輛會在此站遷入車廠，現時沒有路軌痕蹟。
- 東京地下鐵物資中心
- 潮見站
- 新東京隧道
- 汐見運河（日语：汐見運河）
- 汐濱運河（日语：汐浜運河）
- 首都高速9號深川線
- 東京都道319號環狀三號線（日语：東京都道319号環状三号線）（三目通（日语：三ツ目通り））
- 東京都道306號王子千住夢之島線（日语：東京都道306号王子千住夢の島線）（明治通）
- 鹽濱通
- 東京保健醫療專門職大學（日语：東京保健医療専門職大学）
- 東京YMCA國際學校
- 江東區立深川第八中學（日语：江東区立深川第八中学校）
- JR巴士關東東京支店（日语：ジェイアールバス関東東京支店）
- JR巴士Tech（日语：ジェイアールバステック）
- JR東日本物流鹽濱物流中心
- 佐川急便城西營業所
- 江東區保健所
- 鈴木醫院
- 潮風橋鹽濱公園
- 鹽濱公園
- 中央汽車學校（東京都）

## 相鄰車站
日本貨物鐵道、東日本旅客鐵道
總武本線 貨物支線（越中島支線 : 東日本旅客鐵道是第一種鐵道事業者，日本貨物鐵道是第二種鐵道事業者）
新小岩信號場－小名木川－越中島貨運站
- 刪除線為廢站。

## 注腳
1. 1 2 3 4 5 6  曾根悟（監修）. 朝日新聞出版分冊百科編集部（編集） , 编. . 週刊朝日百科. 26号 総武本線・成田線・鹿島線・東金線. 朝日新聞出版. 2010-01-17: 18–19 （日语）.
2. ↑  . 乗りものニュース（2019年12月27日作成）.   [2019年12月27日]. （原始内容存档于2020年1月19日） （日语）.
3. ↑  . 江東区.   [2009-10-27] （日语）.[]
4. ↑  株式会社全溶「主な工事経歴[]」2009年10月28日參閱
5. ↑  東日本旅客鉄道株式会社 第21期有価証券報告書[]（日語），第一部 企業情報，第3 設備之狀況，2 主要設備之狀況，（2）運輸行、c 其他主要設備，p49/140，參閲日：2009年11月10日
6. ↑  . ジェイアール東日本物流.   [2016-09-02]. （原始内容存档于2021-10-17） （日语）.
7. ↑  第42回東京都統計年鑑 222頁
8. ↑  第43回東京都統計年鑑 228頁
9. ↑  第44回東京都統計年鑑 222頁
10. ↑  第45回東京都統計年鑑 232頁
11. ↑  第46回東京都統計年鑑 218頁
12. ↑  第47回東京都統計年鑑 236頁
13. ↑  第48回東京都統計年鑑 252頁
14. ↑  第49回東京都統計年鑑 252頁
15. ↑  第50回東京都統計年鑑 252頁
16. ↑  第51回東京都統計年鑑 252頁
17. ↑  第52回東京都統計年鑑 252頁
18. ↑  第53回東京都統計年鑑 252頁
19. ↑  第54回東京都統計年鑑 252頁
20. ↑  第55回東京都統計年鑑 252頁
21. ↑  第56回東京都統計年鑑 248頁
22. ↑  第57回東京都統計年鑑 266頁
23. ↑  第58回東京都統計年鑑 253頁
24. ↑  第59回東京都統計年鑑 252頁
25. ↑  第60回東京都統計年鑑 257頁